# Гетто в Вороново (Гродненская область)
Гетто в Во́роново (1941 — 11 мая 1942) — еврейское гетто, место принудительного переселения евреев посёлка Вороново Гродненской области в процессе преследования и уничтожения евреев во время оккупации территории Белоруссии войсками нацистской Германии в период Второй мировой войны.

## Оккупация Вороново и создание гетто
Посёлок Вороново находился под немецкой оккупацией 3 года и 1 месяц — с 23 (25) июня 1941 года до 11 июля 1944 года.
После оккупации, осуществляя гитлеровскую программу уничтожения евреев, нацисты вначале согнали евреев Вороново в гетто.
К ноябрю 1941 года в Вороновское гетто переместили группу евреев из Вильнюса. Среди них было 15 профессоров и много других известных представителей интеллигенции, в том числе: художник Трегер Грубияш, написавший известный портрет Франклина Рузвельта (он приехал из США навестить родственников ещё перед войной, а вернуться уже не смог); доктор филологии Натан Циммель; профессор Варшавского университета Обербах; доктор Гершунь; профессор-математик Идельсон.

## Уничтожение гетто

### 1941 год
В начале ноября 1941 года, за неделю до первой назначенной «акции» (таким эвфемизмом гитлеровцы называли организованные ими массовые убийства) вильнюсских евреев вывели из гетто в здание клуба и заперли. Неделю их не выпускали, подвергая побоям и издевательствам. По свидетельствам очевидцев, «из клуба доносились душераздирающие крики, стоны и причитания». Непосредственно перед убийством немцы приказали принести себе обед и водку.
В субботу 14 ноября 1941 года немцы стали отводить евреев из клуба группами по 20 человек к яме в 600 метрах от местечка по направлению к железной дороге. Обречённых людей убивали, на их тела заставляли вставать следующих — и снова стреляли. Раненых евреев не добивали, а закапывали живыми. Садизм немцев и коллаборационистов проявлялся, помимо всего, и в том, что жён старались убивать на глазах у мужей, а детей — на глазах матерей. В этот день были убиты 268 (263, 800) евреев, которых похоронили в двух могилах у железнодорожного полустанка Вороново.

### 1942 год
11 (14) мая 1942 года гитлеровцы организовали второе массовое убийство узников Вороновского гетто. Предварительно, утром 8 мая 1942 года, гетто было окружено отрядом СС и полицаями. 10 мая, за день до убийства, региональный комиссар Лиды вызвал членов юденрата и сообщил им, что по решению немецкой власти больные, старые, слабые и увечные евреи Вороновского гетто приговорены к смерти, потому что они не в состоянии работать. Немцы рассчитывали, что подобная ложь (11 мая 1942 года убивали всех) заставит остальных узников смириться и вести себя спокойнее.
Немцы послали 200 местных крестьян в ночь с 10 на 11 мая 1942 года вырыть за городом братскую могилу для запланированных жертв, и ещё 100 человек из крестьян вызвались помогать копать расстрельные ямы добровольно — чтобы получить право на участие в делёжке вещей убитых.
Утром в понедельник 11 мая 1942 года на 12 грузовиках в Вороново прибыли эсэсовцы, гестаповцы и отряд литовских коллаборационистов. Они согнали всех евреев из гетто на территорию рынка.
2700 евреев — мужчин, женщин и детей — из Вороново, Девенишек, Шальчининкая, Беняконей и Конвелишек были усажены на землю и им было приказано сидеть неподвижно. Около 500 евреев, заплатив «бобикам» (так в народе презрительно прозвали полицаев) и немцам большие взятки, рассчитывали накануне уйти в лес (но это удалось не всем — многие после оплаты были тут же убиты), около 200 человек прятались на чердаках или в погребах. Кроме этого, 75 евреев были в это время на принудительных работах за пределами Вороново.
Чтобы подавить волю обречённых людей, гестаповцы время от времени убивали выстрелами взрослого или ребёнка, которые приподнимались, — якобы за попытку бежать — нарушение приказа сидеть неподвижно каралось смертью. Очевидец вспоминал эпизод, когда маленький ребёнок захотел в туалет и попросил, чтобы ему разрешили отойти в сторону, гестаповец запретил: «Сделай это там, где сидишь, под себя. Это уже не имеет значения, вам скоро капут».
Группы мужчин, женщин и детей, всего около 300 человек, уже были приведены к месту убийства — к расстрельным ямам, расположенным в направлении Лиды. Перед этим евреи должны были пройти «селекцию» и издевательства от гестапо, СС, литовцев и местной полиции. Перед тем, как убить узников гетто, их избивали прикладами, палками и плетями. Каждый еврей, которого гнали к ямам, был залит кровью и находился в полубессознательном состоянии. Последнюю группу убийцы даже не разделяли — один из немецких офицеров крикнул: «Хватит мусора!», и всех оставшихся евреев погнали к месту убийства.
Оставшиеся на рынке евреи (около 800 человек), сидя на земле, слышали пулеметные очереди, убивающие их родных и друзей, и последние крики умирающих: «Слушай, Израиль!».
Одеждой и вещами сотен убитых евреев (постельное белье, шарфы, пальто, обувь и многое другое) были до краёв загружены 30 телег. Крестьяне показывали их оставленным в живых евреям, хвастаясь полученным «богатством». Литовские каратели праздновали убийство евреев массовым пьянством.
В акте районной комиссии содействия ЧГК СССР от 28 февраля 1945 года об этих событиях было сказано, что «немцы не видели границ своей злобы и жестоко расправлялись с мирными жителями. Людей раздевали донага и нещадно били».
В тот день были замучены, расстреляны и забиты 1291 (1885) евреев, в том числе более 300 — из местечек Бенякони и Конвелишки.
В живых были оставлены 400 евреев, 380 из которых спустя 5 дней после расстрела 11 мая были отправлены в гетто в Лиде. Оставшиеся 120 человек были также отправлены в Лиду через 2 месяца.

## Сопротивление и случаи спасения
Каждая попытка малейшего сопротивления приводила к смерти, каждый еврей, который пытался просто защитить себя, был тут же зверски убит. Шолом Холявский, один из руководителей восстания в Несвижском гетто и участник белорусского партизанского движения, писал: «Я не утверждаю, что каждый еврей в гетто участвовал в подпольном движении или боролся с врагом, но нельзя отрицать, что весь характер жизни в гетто был подпольным. Это был массовый еврейский героизм».
В Вороново 11 мая 1942 года молодая Дина Кудлянская перед смертью прокричала в лицо карателям: «Бесстыжие убийцы! Вашим животным инстинктам мало, что вы убиваете нас… ваша подлая злая система приведёт вас к проигрышу в войне! Вы уже проиграли! Я плюю на вас!» И она плюнула в морды гестаповцев, которые в остервенении забили девушку прикладами до смерти.
В тот же день, 11 мая 1942 года, двое парней — Нафтоли (дядя Минца из Девенишек) и Мейер Жабинский из Вороново — сопротивлялись убийцам так яростно, что выбили одному из гестаповцев два зуба. Их избивали дубинками и палками, пока они не умерли. Были евреи, особенно молодые, которые плевали в лицо гитлеровцам, а другие бросали в них камни. Немцы и их литовские пособники хватали их и пытали, причиняя такие страшные мучения, что люди сами просили о скорой смерти. Доктор исторических наук Ицхак Арад, директор израильского Музея Катастрофы и героизма «Яд ва-Шем» в 1972—1993 годах, в 15 лет бежавший из литовского гетто, в 16 — ставший партизаном в белорусских лесах, а после войны — генералом Армии обороны Израиля, писал: «Люди должны знать. Мы не шли на смерть покорно и безропотно. Мы оборонялись как могли. Часто голыми руками и почти всегда без чей-либо помощи».

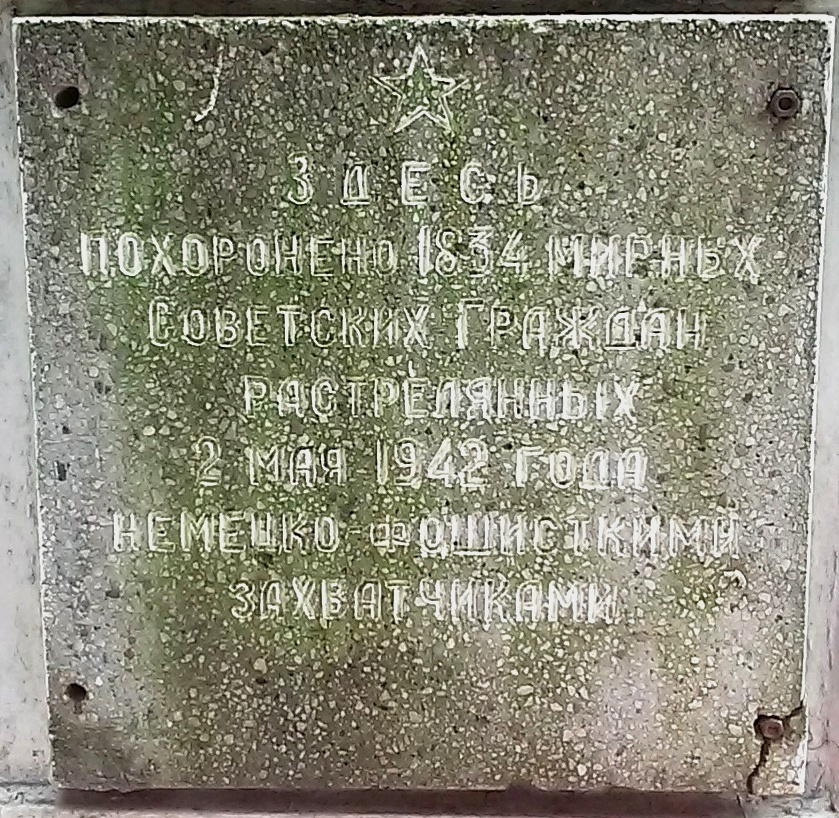
Надпись на памятнике на месте расстрела 2 мая 1942 года.

## Организаторы и исполнители убийств
Сохранились имена некоторых организаторов, активных участников и исполнителей геноцида евреев в Вороново: начальник жандармерии Вороново обер-фельдфебель Раймунд, начальник жандармерии Лиды Линген, комендант полиции Шефранский, комендант района по хозяйственной части Бэлях, непосредственно стреляли в людей белорусские полицаи.

## Память
Всего по Вороновскому району по данным комиссии содействия ЧГК было расстреляно 1604 еврея, включая 492 женщины и 299 детей. Комиссия смогла установить имена не всех погибших, а только 1387 имен и фамилий евреев Воронова и евреев-беженцев.
Большую работу по увековечиванию памяти погибших евреев Вороновского района провёл Э. Ярмусик, составив списки погибших узников Вороновского и Радуньского гетто с указанием фамилии, имени и года рождения.
Убитые 11 мая 1942 года захоронены в братской могиле возле шоссе Вороново-Лида.
В 1964 году в Вороново был установлен обелиск 1834 жертвам Холокоста, на котором упоминание о евреях, жертвах Катастрофы, отсутствует. Из 1834 убитых на этом месте известны имена 1205 человек, а 625 евреев остаются пока неизвестными.
Отдельный обелиск установлен в память о 800 евреях, депортированных из Вильнюса и убитых в Вороново.
Опубликованы неполные списки убитых евреев Вороново и Вороновского сельсовета.